# Bảo tàng Lịch sử Tự nhiên Hoa Kỳ
Bảo tàng Lịch sử Tự nhiên Hoa Kỳ (tiếng Anh: American Museum of Natural History, viết tắt: AMNH) là một bảo tàng lịch sử tự nhiên nằm ở Upper West Side, Manhattan, New York, Hoa Kỳ. Đây là một trong những bảo tàng lớn nhất thế giới với tổ hợp 25 tòa nhà gồm 46 gian trưng bày, phòng nghiên cứu và thư viện. AMNH có bộ sưu tập hơn 32 triệu hiện vật và đội ngũ nhân viên nghiên cứu trên 200 người, bảo tàng cũng thường xuyên tài trợ mỗi năm cho hơn 100 chuyến khảo sát thực địa.

## Lịch sử

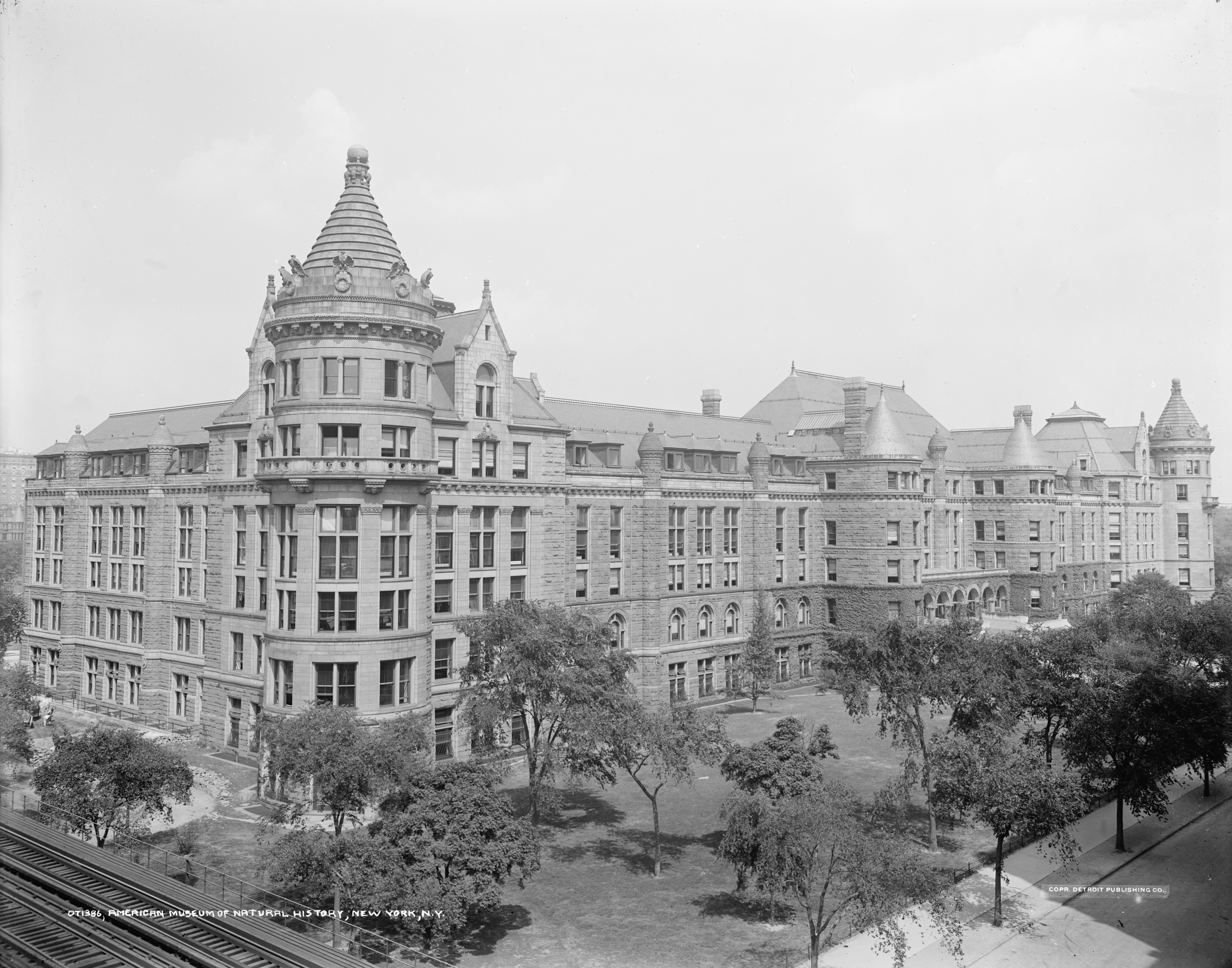
Cánh phía Nam của bảo tàng (khoảng thập niên 1900).

Bảo tàng Lịch sử Tự nhiên Hoa Kỳ được thành lập năm 1869 với cơ sở ban đầu là tòa nhà Arsenal nằm tại Central Park. AMNH ra đời nhờ nỗ lực vận động của nhà khoa học Louis Agassiz thuộc Đại học Harvard, người đã thuyết phục thành công thống đốc New York John Thompson Hoffman ký quyết định thành lập bảo tàng vào ngày 6 tháng 4 năm 1869. Tới năm 1877 AMNH được chuyển về địa điểm hiện nay với tòa nhà chính được xây dựng từ năm 1874 đến 1877 theo thiết kế kiểu Gothic của Calvert Vaux và J. Wrey Mould. Sau đó bảo tàng còn tiếp tục được mở rộng nhiều lần cho tới thập niên 1930.
Được thành lập từ năm 1880, thư viện của Bảo tàng Lịch sử Tự nhiên Hoa Kỳ hiện lưu giữ trên 450.000 tài liệu khác nhau trong đó có nhiều tài liệu có từ thế kỷ 15 thuộc vào loại hiếm nhất trên thế giới.

## Trưng bày

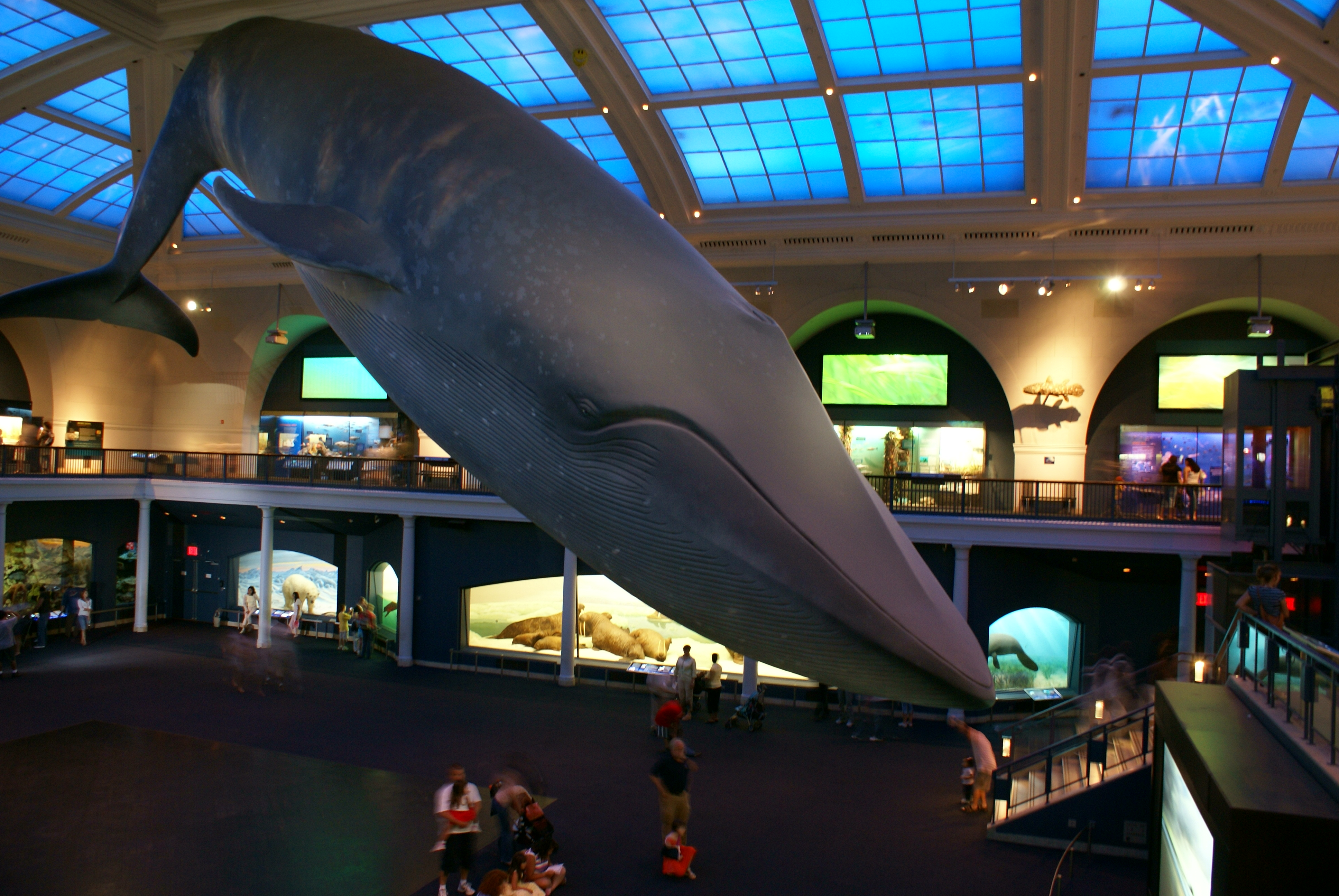
Mô hình cá voi xanh trong gian trưng bày Milstein Family Hall of Ocean Life.

Lịch sử tiến hóa của loài người được giới thiệu tại gian trưng bày Bernard and Anne Spitzer Hall of Human Origins. Đây là nơi duy nhất trên nước Mỹ trưng bày chuyên sâu về lịch sử tiến hóa của loài người với nhiều hiện vật nổi tiếng như bộ xương hóa thạch "Lucy" (3,2 triệu năm tuổi), "Turkana Boy" (1,7 triệu năm tuổi) và một mẫu của "người vượn Bắc Kinh". Gian trưng bày còn có các bản sao những bức tranh trên vách đá Dordogne, Pháp ra đời cách đây khoảng 26.000 năm và được coi là một trong những tác phẩm nghệ thuật đầu tiên của loài người.

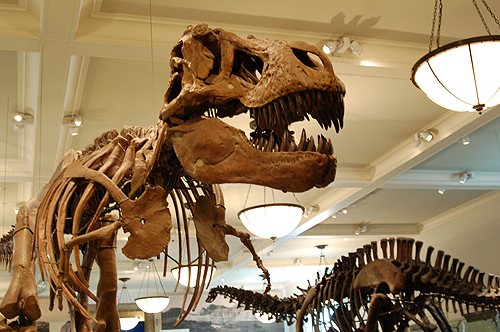
Gian trưng bày hóa thạch khủng long Saurischia.

Gian Harry Frank Guggenheim Hall of Minerals của bảo tàng là nơi trưng bày các mẫu đá quý và khoáng vật hiếm. Tại đây có nhiều hiện vật nổi tiếng như viên ngọc lục bảo Patricia Emerald nặng 632 carat (126 gam), viên xa-phia Star of India nặng 536 carat hay khối topaz nặng 270 kg có tên Brazilian Princess. Năm 1964 viên đá quý Star of India từng bị đánh cắp khỏi bảo tàng nhưng sau đó đã được tìm thấy và đưa trở lại AMNH.
Gian trưng bày nổi tiếng nhất của AMNH là Theodore Roosevelt Memorial Hall nơi lưu giữ bộ sưu tập hóa thạch khủng long và các loài thú đã tuyệt chủng. Chỉ có một phần nhỏ của bộ sưu tập được giới thiệu trước công chúng, phần còn lại chủ yếu được cất giữ tại tòa nhà 10 tầng Childs Frick Building. Trong các mẫu hóa thạch nổi tiếng trưng bày tại đây phải kể tới hóa thạch gần như nguyên vẹn bộ xương khủng long Tyrannosaurus rex hay hóa thạch voi ma mút Mammuthus.